# Nyctiophylax sellatus
Nyctiophylax sellatus is een fossiele soort schietmot uit de familie Polycentropodidae.